# Ваља Мантеј (Прахова)
Ваља Мантеј (рум. Valea Mantei) насеље је у Румунији у округу Прахова у општини Ваља Калугареаска. Oпштина се налази на надморској висини од 213 m.

## Становништво
Према подацима из 2002. године у насељу је живело 319 становника, од којих су сви румунске националности.